# GINGER
GINGER（ジンジャー）は、幻冬舎が発売していた女性向けファッション雑誌。毎月23日発売。2009年3月に創刊。
2023年12月22日発売の「2024年2・3月合併号」を以って休刊し適時刊行に移行していく。その後はGINGER WEBでサービスを提供していくことを発表した。

## 概要
タイトルの由来はショウガのように「刺激する」との意味から。姉妹誌として、季刊文芸誌『GINGER L.』がある。
20代後半から30代の「アラサー」女性をターゲットとし、自分のスタイルを持った30代の女性向けの雑誌である。ライバル誌は『Domani』『Oggi』『CLASSY.』などで、共通するアイテムの掲載も数多くみられる。
編集長は『Ray』などを手がけた片山裕美が創刊号から2014年12月号まで務めたのち、人事異動により、副編集長であった渡邊千帆が2015年1月号から2代目として就任した。

## 主なモデル
表紙・連載
- 香里奈
- ヨンア
- 山田優
- 井川遥
- 菜々緒
- 伊藤ニーナ
- 西山茉希
- 谷川りさこ
- 川口春奈

その他の記事
- 石田美奈子
- 内田ナナ
- 浦浜アリサ
- 大屋夏南
- 黒田エイミ
- 古川美有
- 宮田聡子
- 小濱なつき
- 高橋加奈
- 田中美保
- Nanami
- 平子理沙
- 美優
- 矢野未希子

## オーディション
2011年に「GINGERスターオーディション」が行われ、モデル部門では5887通の応募の中から伊藤ニーナがグランプリになった。

## 関連人物
- 阿部祐二 - レポーター。ファッションショーに出演した。
- CHIHARU - メイクアップアーティスト。
- 津野瀬果絵 - テレビ西日本のアナウンサー。特集で紹介された。
- 寺田真二郎 - 料理研究家。記事を掲載した。
- 橋口いくよ - 作家。美容好きで、「美GINGER」のリーダーを務める。
- 高島彩 - 元フジテレビアナウンサー。毎号コラムを執筆していた。
- ジェーン・スー - 同誌でコラムニストとしてデビュー。